# 梁天 (北京)
梁天（1959年4月10日—），北京人，中国喜剧演员。

## 生平
1977年至1979在北京军区装甲兵坦克六师第二十一团一营三连任炮长。1979-1980在北京军区装甲兵坦克六师文艺宣传队。1980-1980在北京军区守备三师文艺宣传队。
1981年至1981年在中国作家协会外联部及中国新闻社电影部协助工作。
1981年至1989年在北京市服装八厂工作。1989年至1992年在北京电影学院青年电影制片厂工作。
1994年3月组建北京好来西影视策划公司。

## 家庭
- 父亲：范荣康，本名梁达，生前曾任人民日报社副总编辑
- 母亲：谌容，中国作家协会北京市分会专业作家
- 哥哥：梁左，中国艺术研究院研究员
- 妹妹：梁欢，北京英氏艺术责任有限公司
- 妹夫：英达，导演，演员

## 主要作品

### 电影

#### 出演
- 《二子开店》
- 《喜剧明星》
- 《本命年》
- 《顽主》
- 《斗鸡》
- 《龙年警官》
- 《西行囚车》
- 《老店》
- 《过年》
- 《烈火金刚》
- 《天生胆小》
- 《男妇女主任》
- 2008年 《木乃伊3：龙帝之墓》
- 2013年 《私人订制》
- 2015年 《老炮儿》
- 2017年 《绑架者》

#### 执导
- 《防守反击》

### 电视剧

#### 出演
- 《海马歌舞厅》
- 《我爱我家》
- 《经过上海》
- 《临时家庭》
- 《大宅门1912》
- 《沙海 (网络剧)|沙海》
- 《茶馆》
- 《亲爱的小孩》

#### 执导
- 《低头不见抬头见》二十集
- 《美好生活》二十集
- 《不谈爱情》六集
- 《懒得结婚》十集
- 《太阳出世》八集
- 《心想事成》五集

### 电视电影
- 《称心如意》

## 获奖情况
- 《天生胆小》荣获大众电影百花奖最佳男女配角奖、第五届上海大学生电影节最佳故事片、最佳男主角奖

## 外部連結
- 梁天在互联网电影资料库（IMDb）上的資料（英文）